# Cigogné
Cigogné ist eine französische Gemeinde mit 462 Einwohnern (Stand: 1. Januar 2022) im Département Indre-et-Loire, in der Région Centre-Val de Loire. Sie gehört zum Arrondissement Loches und zum Kanton Bléré. Ihre Einwohner nennen sich Cocognassiens und Cocognassiennes. Die Gemeinde ist Mitglied des Gemeindeverbandes Communauté de communes Autour de Chenonceaux Bléré-Val de Cher.

## Geographie
Cigogné liegt etwa 19 Kilometer ostsüdöstlich von Tours. Die Nachbargemeinden von Cigogné sind Athée-sur-Cher im Norden und Nordwesten, Bléré im Norden und Nordosten, Sublaines im Osten, Chédigny im Südosten, Reignac-sur-Indre im Süden sowie Courçay im Westen und Südwesten.

## Demographie
| Jahr                      | 1962 | 1968 | 1975 | 1982 | 1990 | 1999 | 2006 | 2013 | 2020 |
| Einwohner                 | 301  | 282  | 230  | 213  | 256  | 307  | 318  | 427  | 467  |
| Quelle: Cassini und INSEE |      |      |      |      |      |      |      |      |      |

## Sehenswürdigkeiten
- Pfarrkirche Notre-Dame, am Ende des 12. Jahrhunderts an der Stelle der Vorgängerkirche aus dem 10. Jahrhundert neu gebaut, seit 1962 als Monument historique eingeschrieben
- Überreste des Donjons aus dem 14. Jahrhundert, seit 1962 als Monument historique eingeschrieben

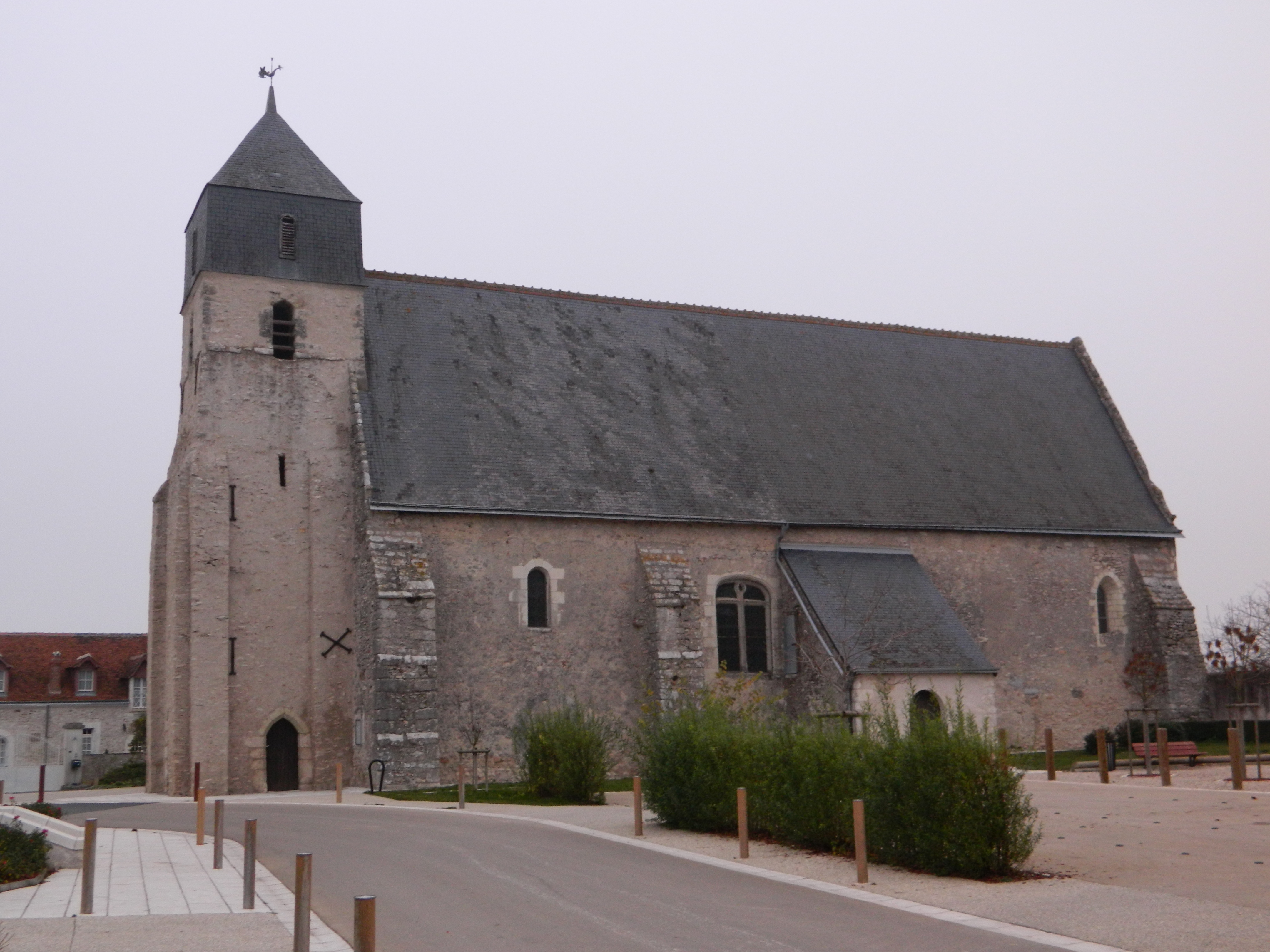
Pfarrkirche Notre-Dame
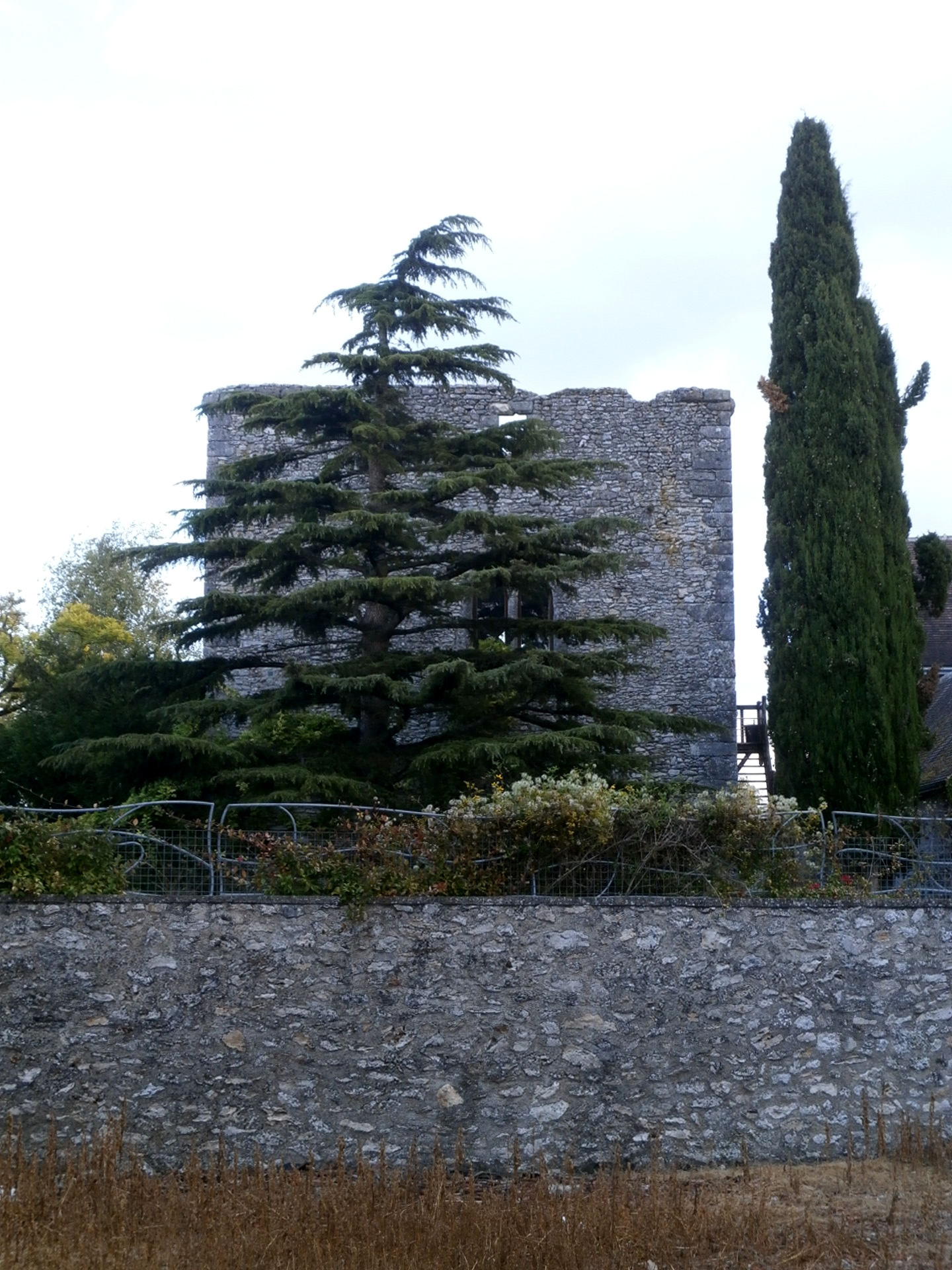
Donjon

## Gemeindepartnerschaften
Mit der deutschen Gemeinde Garrel in Niedersachsen besteht über den Kanton Bléré seit 1966 eine Partnerschaft.